# 高塘水库
高塘水库是中国江苏省徐州市新沂市境内的一座水库，位于大沙河上，建于1965年。水库正常库容为1171万立方米，集雨面积为142平方千米，海拔为33.5米。